# رافينيا (لاعب كرة قدم مواليد أبريل 1993)
رافينيا (بالبرتغالية: Rafael Lima Pereira‏) هو لاعب كرة قدم برازيلي في مركز الهجوم، ولد في 1 أبريل 1993 في بورتو فرانكو في البرازيل. لعب مع أتلتيكو غويانيينسي ونادي باهيا ونادي فلامنغو.

## وصلات خارجية
- رافينيا (لاعب كرة قدم) على موقع دوري كوريا الجنوبية (الإنجليزية)
- رافينيا (لاعب كرة قدم) على موقع قاعدة بيانات كرة القدم.إي يو (الإنجليزية)
- رافينيا (لاعب كرة قدم) على موقع Soccerway.com (الإنجليزية)